# Kožuhe
Kožuhe är en ort i Bosnien och Hercegovina.   Den ligger i entiteten Republika Srpska, i den centrala delen av landet, 110 km norr om huvudstaden Sarajevo. Kožuhe ligger 126 meter över havet och antalet invånare är 1 104.
Terrängen runt Kožuhe är kuperad åt sydost, men åt nordväst är den platt. Kožuhe ligger nere i en dal. Närmaste större samhälle är Doboj, 14,5 km söder om Kožuhe. 
I omgivningarna runt Kožuhe växer i huvudsak lövfällande lövskog. Runt Kožuhe är det ganska tätbefolkat, med 67 invånare per kvadratkilometer.